# Argo (Oper)
Argo ist eine Oper (Originalbezeichnung: „Dramma in musica“) von José María Sánchez Verdú (Musik) mit einem Libretto von Gerhard Falkner. Sie entstand 2017/2018 und wurde am 27. April 2018 im Rokokotheater Schwetzingen uraufgeführt.

## Handlung
Der Inhalt der Oper basiert hauptsächlich auf der Argonautensage, enthält aber auch Elemente der Orpheus-Sage und der Odyssee.
Die Argonauten unter ihrem Anführer Jason fahren auf dem Schiff Argo nach Kolchis, um das Goldene Vlies zu rauben. Im Zentrum des Geschehens steht hier die sonst eher beiläufig erwähnte Gestalt des Butes. Die rund fünfzig Seefahrer treffen unterwegs auf Sirenen, vor deren verführerischem Gesang sie sich schützen müssen. Orpheus übertönt ihn mit seiner Leier, Odysseus (dessen Teilnahme an dieser Fahrt eine Ergänzung der Autoren ist) lässt sich an den Mast binden, und die übrigen Seeleute verstopfen sich die Ohren. Nur Butes erliegt der Versuchung. Er springt ins Meer, um zu den Sirenen zu gelangen. Die Göttin Aphrodite rettet ihn vor dem Ertrinken und wird später mit ihm eine Familie gründen.
Die einzelnen Szenen tragen die folgenden Bezeichnungen:
- Introduktion
- Die Argo
- Thalatta
- Gesang der Sirenen
- Interludium
- Die Lyra des Orpheus
- Die Insel der Sirenen
- Der Sprung von Butes

## Gestaltung
Der Komponist gab selbst einige Hinweise über seine Ideen:

„Butes‘ Begegnung mit den Sirenen ist ein Bild für die Suche nach dem Unbekannten, Butes‘ Sprung ins Wasser gilt als symbolische und poetische Geste, die sich verschiedenen Interpretationen öffnet. Dieser Sprung auf der Suche nach dem ungeheuren Urklang der Sirenen ist Symbol einer inneren Entscheidung, eines Abenteuers in Richtung auf das Neue (vergleichbar auch mit dem schöpferischen Prozess in der Kunst). Dies ist mit all seiner symbolischen und ikonographischen Dimension das Thema von ARGO. […] Der Gesang der Sirenen ist bei Quignard und nach frühen mythologischen Beschreibungen, die mehr von ungeheuren tierischen Geräuschen sprechen, noch keine Musik. Dieser Urklang der Sirenen soll im musikalischen Material von ARGO in seiner vorlinguistischen Dimension dargestellt werden.“

Der Untertitel „Dramma in musica“ erinnert an die Bezeichnungen der alten Barock-Opern seit Claudio Monteverdi. Die dramatische Handlung entwickelt sich im Idealfall aus der Musik selbst und benötigt somit keine Worte. Der Rezensent der Opernwelt erkannte in dem Stück einige „archetypische Grundmuster“ wie den „Geschlechterantagonismus der Argonauten und der Sirenen, die Bannmacht des Gesangs, das Meer als schwankendes Medium für Aufbruch und Zielsuche“. Der Sprung ins Wasser sei als „Ausbruch ins Unsichere“ zu verstehen, „das Mittelmeer als Hoffnungs- oder Todesweg“. Die Musik habe „eminente Qualitäten von ‚Tonsprache‘, auch wenn sie sich nur selten zu Klangaufbäumungen oder dynamischer Massierung steigert.“ Die Oper beginne mit „suggestive[n] Klangzeichen“ in Form von „Rascheln und Atemgeräusche[n], unterbrochen von einfachen elektronischen Impulsen“. Die Musik wirke in ihrer Einfachheit stellenweise fast tonal. Andererseits gebe es höchst differenzierte „Klangmischungen“, die häufig äußerst langsam ablaufen. Der Vokalpart habe abwechslungsreiche Chöre und Soli, die sich „in mannigfachen, gelegentlich atemberaubenden Exaltationen ergehen“.

### Orchester
Die Orchesterbesetzung der Oper enthält die folgenden Instrumente:
- Holzbläser: zwei Flöten (auch Piccolo), Oboen (auch Englischhorn), zwei Klarinetten (auch Bassklarinette und Kontrabassklarinette), zwei Fagotte (auch Kontrafagott)
- Blechbläser: zwei Hörner, zwei Trompeten, zwei Posaunen, Kontrabasstuba
- Pauken, Schlagzeug (zwei Spieler)
- Orgel
- Streicher: sechs Violinen 1, vier Violinen 2, vier Bratschen, drei Violoncelli, zwei Kontrabässe
- Live-Elektronik

## Werkgeschichte
José María Sánchez Verdús Oper Argo entstand im Auftrag der Schwetzinger SWR Festspiele als Gemeinschaftsproduktion mit dem Staatstheater Mainz. Sie wurde mit Hilfe der Ernst von Siemens Musikstiftung finanziert.
Die Uraufführung fand am 27. April 2018 im Rokokotheater Schwetzingen in einer Inszenierung von Mirella Weingarten mit Bühnenbild und Kostümen von Etienne Pluss statt. Die Lichtregie hatte Ulrich Schneider. Der Komponist selbst leitete das SWR Symphonieorchester, das SWR Experimentalstudio und den Chor des Staatstheaters Mainz. Für die Klangregie waren Joachim Haas und Constantin Popp zuständig. Es sangen Jonathan de la Paz Zaens (Butes), Alin Deleanu (Orpheus), Brett Carter (Odysseus), Martin Busen (Jason) und Maren Schwier (Aphrodite). Ein Mitschnitt wurde als Audio- und Videostream im Internet bereitgestellt.
In der Uraufführungsproduktion deutete eine Wasserfläche auf der Bühne das Mittelmeer an. Den Seegang versinnbildlichten pendelnde Scheinwerfer. Die Sirenen wurden durch überdimensionale, vom Schnürboden heruntergelassene „Bühnenhörner“ dargestellt, die sich langsam zum Gesang des elektronisch verfremdeten Frauenchores drehten. Einige der Bläser spielten in den Logen. Auch durch die im Raum verteilten Lautsprecher der Live-Elektronik ergab sich ein Rundum-Klang. Auf Übertitel wurde verzichtet. Der Kritiker der Deutschen Bühne empfand die elektronischen Klangflächen als „nicht ohne Reiz“, bemängelte aber den fehlenden Spannungsbogen und die sich zu häufig wiederholenden musikalischen Elemente. Auch sei der dramatische Höhepunkt von Butes’ Sprung „szenisch verschenkt“ worden. Der Abend sei „zu abstrakt und konstruiert [geblieben], um wirklich zu berühren“. Der Kritiker der Opernwelt verstand den in Zeitlupe gedehnten „Sprung“ dagegen „der erstarrenden Musik entsprechend […] als ‚realistische‘ Komponente, [die] die Qual solch einer Veränderung auf Leben und Tod präzis vermittelt.“ Zu dem „musikalischen Minimalismus“ passten auch die „unaufgeregt statische[n] Bilder“ der kurzfristig eingesprungenen Regisseurin.
Die Aufführungen des koproduzierenden Staatstheaters Mainz fanden im Mai und Juni 2018 im dortigen Kleinen Haus statt.